# Oudincourt
Oudincourt é uma comuna francesa na região administrativa de Grande Leste, no departamento de Haute-Marne. Estende-se por uma área de 7,44 km². Em 2010 a comuna tinha 143 habitantes (densidade: 19,2 hab./km²).